# 齐藤理沙
齐藤理沙（日语：／，1970年11月29日—）是日本前演员和声优，日本爱知县出身。主要电视剧作品有1997年《超人帝拿》中饰演女主角弓村涼队员。

## 經歷
1992年，斉藤りさ，染谷正美，星野かおり组合演唱动画片《小小男子漢》主题曲《年下の男の子》，该音乐由SONY唱片公司制作。同年在东京出演电视剧《ギルガメッシュないと》2002年红及日本， 1997年9月至1998年8月，他作為飾演弓村涼出演了《超人帝拿》。
2005年10月起，齐藤理沙在bayfm以 POWER BAY MORNING》（週一/週二）主持人的身份活躍，但2018年開始從節目中休息，雖然3月回歸過一次，但在月底則離開了節目，同時宣布退出娛樂活動。原因是所屬事務所Office Walker會長的大谷克美於1月7日因癌症去世，導致本人也病倒了，因此正努力整理自己的感情。
退出演藝活動後，齐藤理沙加入管理團隊，並接手了克美生前從事的聲樂組合「Le Velvets」，全心投入在製作事業。並定期參與《超人帝拿》相關活動、書籍。

## 演出紀錄

### 電視劇
- Because I Love You（1992年8月、テレビ朝日）
- トライアングル・ラバーズ（1995年、日本テレビ）
- ベストフレンド（1995年、読売テレビ）
- 将太の寿司 第1話（1996年4月19日、フジテレビ）
- 木曜の怪談 怪奇倶楽部・中学生編「呪われたカーブ」（1996年4月25日、フジテレビ）
- 超人力霸王帝納（1997年9月6日 - 1998年8月29日，MBS、TBS電視台） - 弓村涼
- ドラマ 愛の詩 ズッコケ三人組2 (1999年10月16日-12月25日、NHK） - 未来の榎本由美子 役
- 得意快兽仔（1999年）11集、18集、38集- 飾演 小野彌生
- 古畑任三郎 第三季第1話（1999年4月13日、フジテレビ） - ホステス 役
- ココだけの話「携帯電話のある風景 短縮ダイヤル」（2001年3月17日、テレビ朝日）

### 電影
- 超人力霸王帝納:光之星的戰士（1998年） - 弓村涼
- 超人力霸王迪卡：最終聖戰（2000年） - 弓村涼
- 超人力霸王高斯2_THE_BLUE_PLANET（2002年）- 飾演 日向隊員
- 超人力霸王高斯_THE_FINAL_BATTLE（2003年）- 飾演 日向隊員
- 大決戰!超奧特8兄弟（2008年）- 飾演 弓村涼
- 超人力霸王傳奇（2012年）- 飾演 弓村涼

### DJ生涯
- Bayfm電台TOKYO BAYLINE 7300欄目DJ
- Bayfm電台MARIVE FRIDAY JAM欄目DJ
- Bayfm電台POWER STREET欄目DJ
- 富士電台RADIO-izm欄目DJ

### 音樂/CD
- 《年下の男の子》動畫片《ツヨシしっかりしなさい》主題曲
- 《Goo-Lee Goo-Lee 》
- 《Love our bay》bayfm DJ合唱，所屬專輯《bay side love》